# Mazières (Charente)
Mazières ist eine Ortschaft und eine ehemalige französische Gemeinde mit 90 Einwohnern (Stand 1. Januar 2022) im Département Charente in der Region Nouvelle-Aquitaine (vor 2016 Poitou-Charentes). Sie gehörte zum Arrondissement Confolens und zum Kanton Charente-Bonnieure. Die Einwohner werden Mazièrois genannt.
Mit Wirkung vom 1. Januar 2019 wurden die ehemaligen Gemeinden Roumazières-Loubert, Genouillac, Mazières, La Péruse und Suris zur Commune nouvelle Terres-de-Haute-Charente zusammengelegt und haben in der neuen Gemeinde den Status einer Commune déléguée. Der Verwaltungssitz befindet sich im Ort Roumazières-Loubert.

## Geographie
Mazières liegt etwa 38 Kilometer nordöstlich von Angoulême. Mazières wird umgeben von den Nachbarorten Genouillac im Norden und Osten, Cherves-Châtelars im Süden sowie Suaux im Westen und Nordwesten.

## Bevölkerungsentwicklung
| Jahr                       | 1962 | 1968 | 1975 | 1982 | 1990 | 1999 | 2006 | 2013 |
| Einwohner                  | 190  | 179  | 140  | 126  | 88   | 93   | 99   | 100  |
| Quellen: Cassini und INSEE |      |      |      |      |      |      |      |      |

## Sehenswürdigkeiten

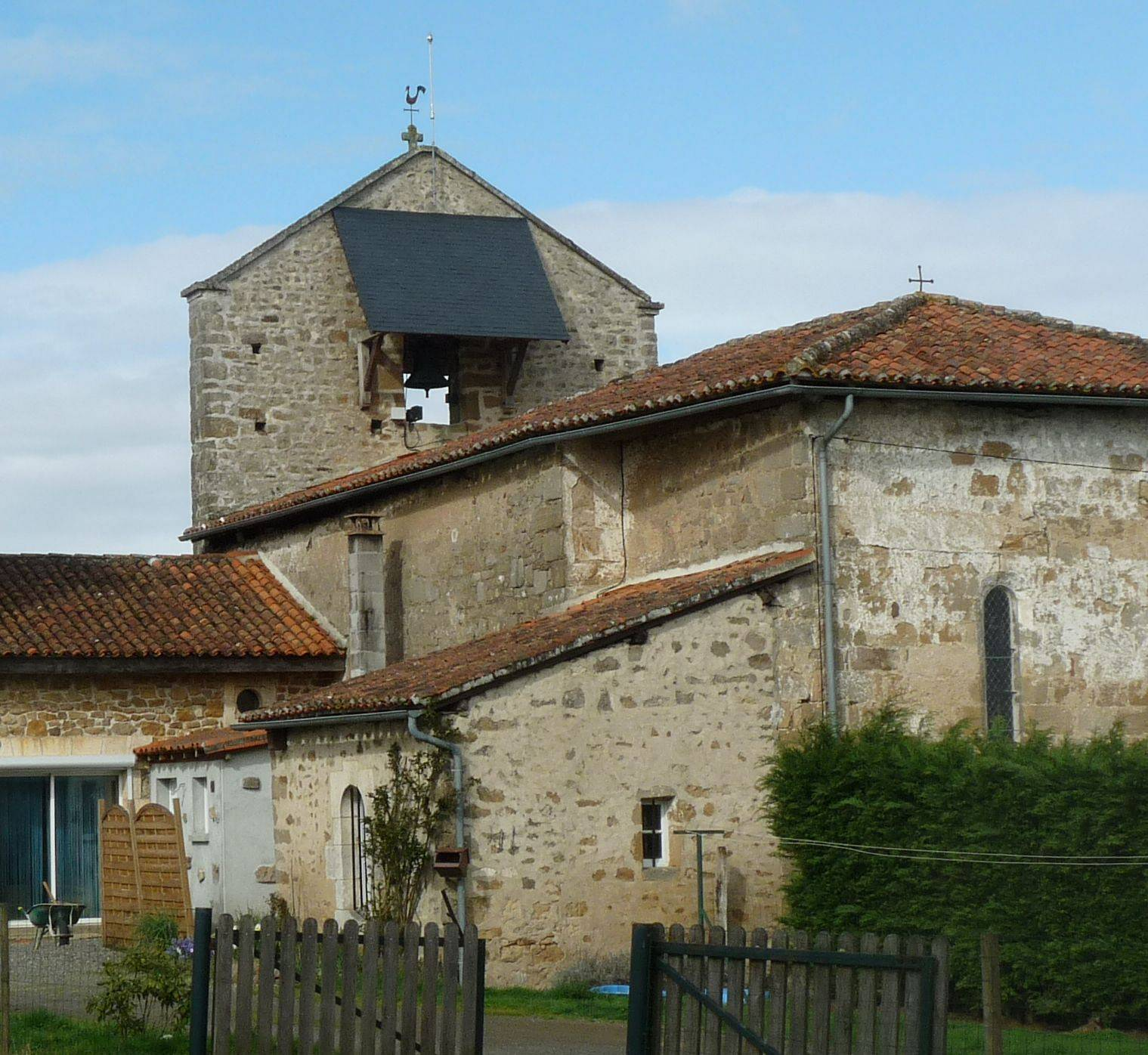
Kirche Saint-Sulpice

- Kirche Saint-Sulpice